# دومينجو دياز أروسيمينا
دومينجو دياز أروسيمينا (بالإسبانية: Domingo Díaz Arosemena)‏ (و. 1875 – 1949 م) هو سياسي من بنما ولد في بنما.